# 三大証券取引所
三大証券取引所（さんだいしょうけんとりひきしょ）とは、
1. 世界三大証券取引所では従来東京証券取引所、ニューヨーク証券取引所、ロンドン証券取引所を指していた。ただ今日では香港を世界三大金融センターと評価するケースが世界的に主流になっていることや、時価総額や売買代金などで上海証券取引所やNASDAQが上位3位以内に食い込むことがあること、さらに国境を越えた証券取引所同士の合併や再編が近年急速に進められていることからも、世界三大証券取引所を定義することが非常に難しくなっている。
2. 日本国内においては東京証券取引所（東証）、大阪証券取引所（大証）、名古屋証券取引所（名証）を指していた。しかしながら、大証は2013年7月の市場統合により現物市場の取引が東証に統合され廃止、名証は市場シェア0.02%まで衰退したため、国内において三大証券取引所という表現が使われる機会は減少している。

## 概要

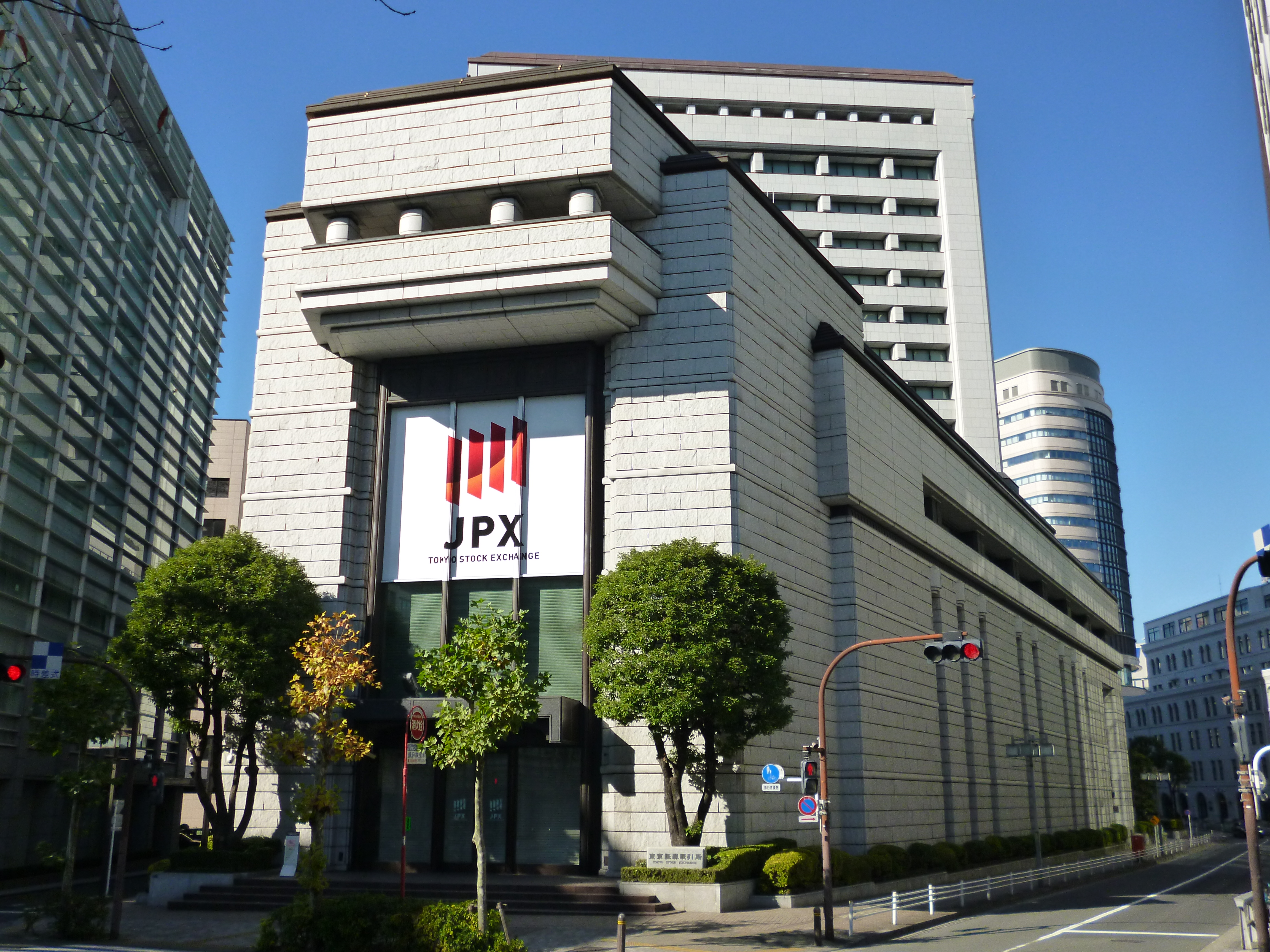
東京証券取引所

- 東京証券取引所（東証）：日本最大の証券取引所であり、プライム市場およびスタンダード市場ならびに新興企業向けのグロース市場により構成され、他に公社債市場を持つ。株式売買高のシェアは年を追って高まっており、2002年にはついに95%を超えた。
- 旧大阪証券取引所（大証、現在は廃止）：第1部および第2部ならびに新興企業向けのジャスダック（かつてはヘラクレスとNEOも）、日経平均株価（日経225）先物市場がある。特にデリバティブ取引は日本で最も活発に行われており、株価指数先物取引の日本におけるシェアは60%、同オプション取引についてはほぼ100%となっている。
  - なお、大証の現物取引は2013年7月13日に廃止され、同7月16日以後は東京証券取引所へ統合された。大証は2014年春に東証のデリバティブを統合し、それに特化した「大阪取引所」としてリニューアルされた。
- 名古屋証券取引所（名証）：プレミア市場およびメイン市場ならびに新興企業向けのネクスト市場により構成される。取引シェアは0.02%程度と小さい。